# The Ghost of Twisted Oaks
Pour plus de détails, voir Fiche technique et Distribution.
The Ghost of Twisted Oaks est un film muet américain, réalisé par Sidney Olcott pour Sid Films avec Valentine Grant comme vedette, sorti aux États-Unis en 1915.

## Fiche technique
- Réalisation : Sidney Olcott
- Scénario : Pearl Gaddis
- Production : Sid Films
- Distribution : Lubin
- Longueur : 3 bobines
- Date de sortie :  États-Unis 11 novembre 1915 (New York)
- © 1915. 3000 ft. Credits: written and produced by Sidney Olcott © Lublin Mfg Co (Sidney Olcott, author) 6 oct 15; LP6573

## Distribution
- Valentine Grant : Mary Randall
- Florence Walcott : sa mère
- James Vincent : Jack Carlton
- Arthur Donaldson

## Anecdotes
Une copie incomplète est conservée à la Bibliothèque du Congrès à Washington DC, une bobine sur trois.